# René Gauvreau
Pour les articles homonymes, voir Gauvreau.
René Gauvreau (Montréal, 18 décembre 1954 - ) est un avocat et homme politique québécois et ancien député péquiste à l'Assemblée nationale du Québec. Il a représenté la circonscription de Groulx de l'élection générale québécoise de 2008 à 2012. Il a été porte-parole de l'opposition officielle en matière de protection de la jeunesse, entre le 9 janvier 2009 et son retrait du caucus péquiste, le 3 mars 2011. Après avoir siégé pendant un an comme indépendant en raison d'une enquête sur un ex-adjoint, il réintègre le caucus du Parti québécois en avril 2012.

## Biographie
René Gauvreau détient depuis 1982 un baccalauréat en animation et recherches culturelles, et depuis 1987 un baccalauréat en droit de l'Université de Montréal. Il pratique le droit depuis 1988. 
De 1988 à 1989, il est avocat au Bureau d'aide juridique de Sainte-Thérèse, puis chez Brazeau, Grégoire et Gauvreau de 1989 à 1991. À partir de 1991, il est avocat en droit de la jeunesse chez Arpin, Lemire et Associés.
Il est également engagé dans un grand nombre d'organismes communautaires, centrés principalement sur l'aide à la jeunesse et l'aide à l'insertion au travail et la recherche d'emploi. 